# Park Narodowy Morne Trois Pitons
Park Narodowy Morne Trois Pitons (ang. Morne Trois Pitons National Park) – park narodowy na Dominice na Morzu Karaibskim, w 1997 r. wpisany na listę światowego dziedzictwa UNESCO  jako pierwszy tego typu obiekt na Karaibach Wschodnich.
Park Narodowy Morne Trois Pitons został utworzony przez parlament Dominiki w lipcu 1975 r. jako pierwszy park narodowy w kraju. Jego nazwa oznacza „Górę trzech szczytów”, a sam park obejmuje m.in. Dolinę Zniszczenia (ang. Valley of Desolation – okolicę gorących źródeł i niewielkich gejzerów), wodospady: Middleham, Trafalgar i Titou Gorge, jeziora Boiling Lake i Emerald Pool oraz lasy tropikalne.